# Frans Boon
Frans Boon (Elsene, 20 augustus 1927 - Hiroshima, 23 juli 2001) was een Belgisch jezuïet, orgelist, orgelbouwer en componist.

## Levensloop
Frans Boon was een zoon van Jan Boon en een broer van Herman Boon. 
Naast de humaniorastudies, bekwaamde Boon zich al vanaf jonge leeftijd in piano- en orgelspel. Na de eerste pianolessen hem door zijn moeder gegeven, volgde hij orgellessen bij Huybrechts, de orgelist van de Sint-Pieterskerk in Elsene. Daarna volgde hij orgellessen aan de gemeentelijke muziekschool in Jette bij Jean Collot.
In 1944 trad hij in Drongen in bij de jezuïetenorde. Tijdens zijn eerste opleidingsjaren volgde hij orgellessen bij Jan Van Bouwel. Van 1951 tot 1955 was hij studiemeester in de jezuïetencolleges van Brussel, Gent en Bukavu, waar hij ook een zangkoor en een orkest leidde.
Vanaf 1955 studeerde hij theologie in Leuven en werd in 1958 tot priester gewijd. Hij vervolledigde ook zijn muzikale studies door de cursus muziekgeschiedenis te volgen, evenals harmonielessen aan het stedelijk conservatorium. Vanaf 1959 zette hij zich voltijds in voor doorgedreven muziekstudies aan het Koninklijk Conservatorium in Gent: notenleer bij Julien Mestdagh, muziekgeschiedenis bij Marcel Boereboom, orgel bij Gabriël Verschraegen, contrapunt bij Prosper Van Eechaute, alsook nog musicologie aan de Rijksuniversiteit Gent bij Piet Nuten.
Hij was gedurende vier jaar leider van het knapenkoor van het Sint-Barbaracollege in Gent en gaf er recitals mee in België, Frankrijk, Italië en Spanje. 
Daarnaast bekwaamde hij zich in het orgelbouwen, door eigen opzoekingen en contacten met orgelbouwers, onder meer met dom Joseph Krebs o.s.b. van de abdij Keizersberg. Hij volgde nog orgelcursussen aan het Bailliol College in Oxford en knoopte bij die gelegenheid relaties aan met de orgelbouwer Rushworth in Liverpool.

## Naar Japan
Zijn oversten hadden ondertussen beslist dat hij naar Japan zou worden gestuurd. In 1965 reisde hij af. Eerst verbleef hij in Calcutta, waar hij kennis maakte met de Indische muziek, muziekinstrumenten en speelwijze. Daarna vertrok hij naar Japan en verbleef er achtereenvolgens in Kamakura, Yokohama en Fujisawa, waar hij nog verder orgellessen volgde.
In 1967 vestigde hij zich in Hiroshima en werd er docent aan de Elisabeth Ongaku Daigaku-universiteit voor geestelijke muziek. Hij doceerde er algemene muziekgeschiedenis, religieuze muziekgeschiedenis en orgel. Hij was vele jaren de orgelist van de Vredeskathedraal in Hiroshima. Verder doceerde hij orgel in verschillende Japanse steden. Hij gaf talrijke orgelconcerten doorheen Japan.
Hij was ook vaak in Zuid-Korea, waar hij organist werd aan de Myeongkathedraal in Seoul. Hij werd erelid van de International Cultural Society of Korea. Hij gaf talrijke orgelconcerten in dat land.
Boon werd ook bekend als orgelbouwer. In Japan en Zuid-Korea bouwde hij meer dan honderddertig pijporgels in katholieke en protestantse kerken, alsook in concertzalen.

## Componist
Boon componeerde voornamelijk in functie van de katholieke liturgie.
- Koraalwerk op Ich wil mi gaen vertroosten,
- Variaties op het Engelse kerstlied 'God rest you merry gentlemen',
- Muziek voor een geloftenmis,
- Werk voor koperensembles,
- Orgelbegeleidingen voor kerkliederen,
- Melodieën voor de Goede-Weekdiensten op Japanse liturgische teksten.